# Рубен Ектор Соса
Рубен Ектор Соса (ісп. Rubén Héctor Sosa, 14 листопада 1936, Лас-Парехас — 13 вересня 2008, Буенос-Айрес) — аргентинський футболіст, що грав на позиції нападника.
Виступав, зокрема, за клуб «Расинг» (Авельянеда), з яким став дворазовим чемпіоном Аргентини, а також національну збірну Аргентини, з якою став чемпіоном Південної Америки та учасником чемпіонату світу.

## Клубна кар'єра
У дорослому футболі дебютував 1953 року виступами за команду «Платенсе» (Вісенте-Лопес), в якій провів чотири сезони, взявши участь у 34 матчах чемпіонату.
Своєю грою за цю команду привернув увагу представників тренерського штабу клубу «Расинг» (Авельянеда), до складу якого приєднався 1958 року. Відіграв за команду з Авельянеди наступні сім сезонів своєї ігрової кар'єри, зігравши 141 матч і забивши 82 м'ячі, створивши грізну зв'язку форвардів із Раулем Беленом. З командою Соса став чемпіоном у 1958 та 1961 роках, а також був найкращим бомбардиром клубу у чемпіонатах 1959, 1960 та 1962 років.
У 1965 році він переїхав до Уругваю, де грав спочатку за «Серро», а потім за «Насьйональ». У складі останніх Соса грав у фіналі Кубка Лібертадорес 1967 року проти своєї колишньої команди, «Расинга».
Завершив ігрову кар'єру у США в команді NASL «Бостон Біконс», за яку виступав протягом сезону 1968 року, де забив сім голів і зробив вісім передач у 17 матчах.

## Виступи за збірну
1959 року дебютував в офіційних матчах у складі національної збірної Аргентини. Того ж року був учасником двох чемпіонатів Південної Америки, причому на домашній першості став у складі аргентинської збірної континентальним чемпіоном, а на турнірі, що проходив в Еквадорі, здобув срібні нагороди.
1960 року взяв участь у Кубку Атлантики, де Аргентина посіла друге місце. Соса зіграв у двох з трьох матчах — проти Парагваю та Бразилії, забивши по голу.
Згодом у складі збірної був учасником чемпіонату світу 1962 року у Чилі, однак з 3-х матчів Аргентини на турнірі Соса провів лише один — другу гру групового турніру проти збірної Англії.
Всього протягом кар'єри у національній команді, яка тривала 4 роки, провів у її формі 18 матчів, забивши 11 голів.

## Титули і досягнення
- Чемпіон Аргентини (2):

«Расинг» (Авельянеда): 1958, 1961
- Чемпіон Південної Америки: 1959 (Аргентина)
- Срібний призер Чемпіонату Південної Америки: 1959 (Еквадор)

## Смерть
Помер 13 вересня 2008 року на 72-му році життя у місті Буенос-Айрес.